# Нито капка вода
„Нито капка вода“ е български игрален филм от 1959 година на режисьора Яким Якимов.

## Актьорски състав
Не е налична информация за актьорския състав.